# 伊佐市

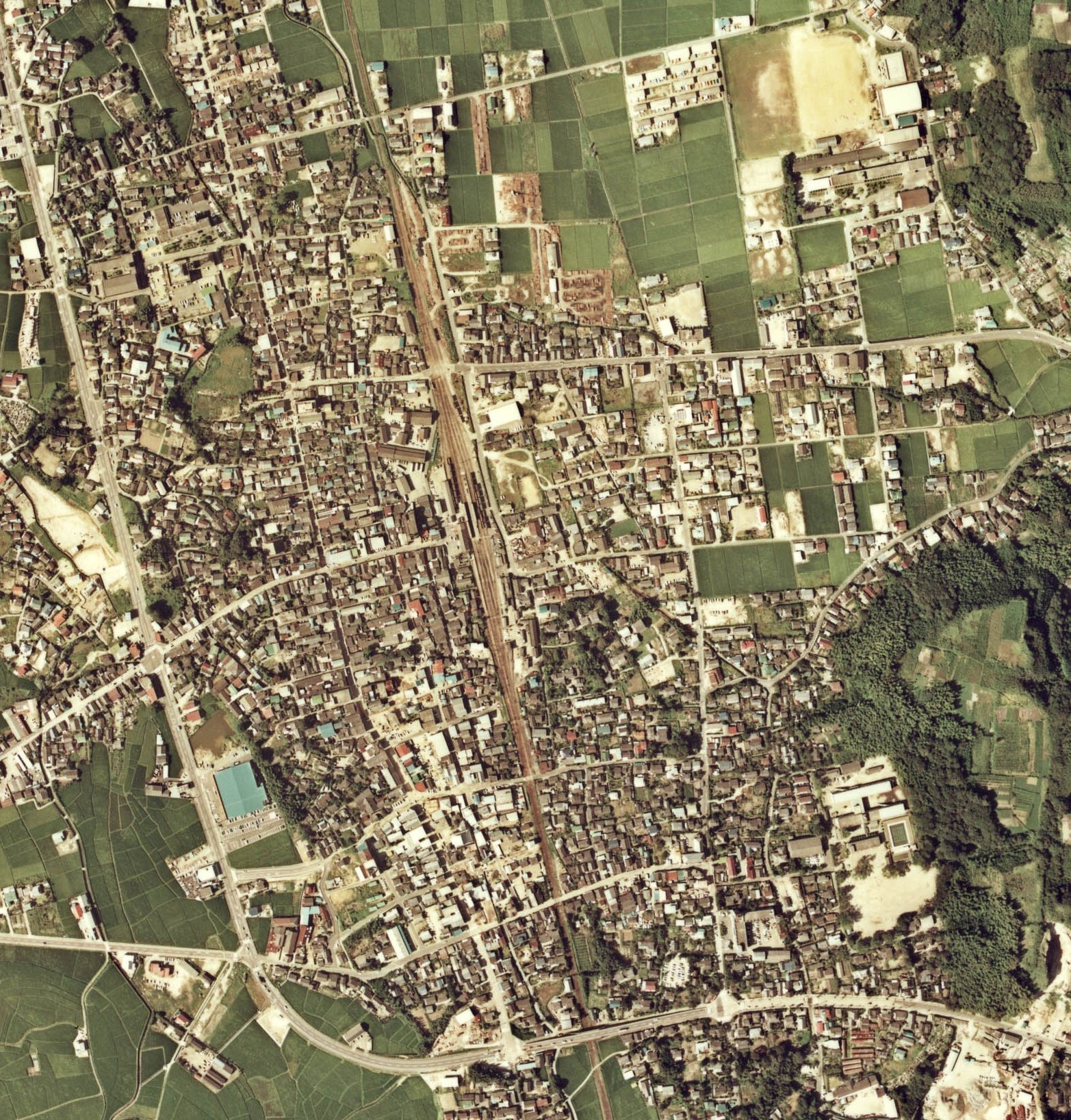
伊佐市大口地區的衛星照片

伊佐市（日语：／ Isa shi */?）是位於日本鹿兒島縣北部的城市，由於位於內陸的盆地地區，氣溫較低，冬季會出現低於攝氏零度的低溫，因此有鹿兒島的北海道之稱。於2008年11月1日由大口市與伊佐郡菱刈町合併而成。

## 地理

### 气候
2016年1月25日、大口自動氣象數據採集系統是记录九州的最低気温。（-15.2）

## 人口
| 伊佐市人口分布圖 |                                               |  |
| 伊佐市與日本全國年齡別人口分布比較圖 （2005年資料） | 伊佐市的年齡、男女別人口分布圖 （2005年資料） |  |
| ■紫色是伊佐市 ■綠色是全国 | ■藍色是男性 ■紅色是女性                       |  |
| 伊佐市人口變化 \| 1970年 \| 42,905人 \| \| \| 1975年 \| 39,343人 \| \| \| 1980年 \| 38,310人 \| \| \| 1985年 \| 37,483人 \| \| \| 1990年 \| 36,146人 \| \| \| 1995年 \| 35,007人 \| \| \| 2000年 \| 33,508人 \| \| \| 2005年 \| 31,499人 \| \| \| 2010年 \| 29,304人 \| \| \| 2015年 \| 26,810人 \| \| \| 2020年 \| 24,453人 \| \| |                                               |  |
| 資料來源：日本總務省統計中心提供之人口普查數據 |                                               |  |
| 1970年 | 42,905人                                      |  |
| 1975年 | 39,343人                                      |  |
| 1980年 | 38,310人                                      |  |
| 1985年 | 37,483人                                      |  |
| 1990年 | 36,146人                                      |  |
| 1995年 | 35,007人                                      |  |
| 2000年 | 33,508人                                      |  |
| 2005年 | 31,499人                                      |  |
| 2010年 | 29,304人                                      |  |
| 2015年 | 26,810人                                      |  |
| 2020年 | 24,453人                                      |  |

## 歷史

### 年表
- 1889年4月1日：實施町村制，現在的轄區在當時分別屬於北伊佐郡大口村、山野村、羽月村、菱刈郡太良村、菱刈村。
- 1891年8月：太良村分設為西太良村和東太良村。
- 1896年3月29日：北伊佐郡與菱刈郡合併為伊佐郡。
- 1918年4月1日：大口村改制為大口町。
- 1925年2月11日：東太良村改名為本城村。
- 1940年4月29日：菱刈村改制為菱刈町。
- 1940年11月10日：山野村改制為山野町。
- 1954年4月1日：大口町、山野町、羽月村、西太良村合併為大口市。[3]
- 1954年7月15日：菱刈村與本城村合併為新設置的菱刈町。
- 2008年11月1日：大口市和菱刈町合併為伊佐市。

| 1889年4月1日    | 1889年－1910年             | 1910年－1930年             | 1930年－1950年              | 1950年－1970年             | 1970年－1990年             | 1990年-現在                | 現在                       |
| --------------- | -------------------------- | -------------------------- | --------------------------- | -------------------------- | -------------------------- | -------------------------- | -------------------------- |
| 北伊佐郡 大口村 | 1896年3月29 伊佐郡大口村   | 1918年4月1日 改制為大口町  | 1918年4月1日 改制為大口町   | 1954年4月1日 合併為大口市  | 1954年4月1日 合併為大口市  | 2008年11月1日 合併為伊佐市 | 2008年11月1日 合併為伊佐市 |
| 北伊佐郡 山野村 | 1896年3月29 伊佐郡山野村   | 1896年3月29 伊佐郡山野村   | 1940年11月10日 改制為山野町 | 1954年4月1日 合併為大口市  | 1954年4月1日 合併為大口市  | 2008年11月1日 合併為伊佐市 | 2008年11月1日 合併為伊佐市 |
| 北伊佐郡 羽月村 | 1896年3月29 伊佐郡羽月村   | 1896年3月29 伊佐郡羽月村   | 1896年3月29 伊佐郡羽月村    | 1954年4月1日 合併為大口市  | 1954年4月1日 合併為大口市  | 2008年11月1日 合併為伊佐市 | 2008年11月1日 合併為伊佐市 |
| 菱刈郡 太良村   | 1896年3月29 伊佐郡西太良村 | 1896年3月29 伊佐郡西太良村 | 1896年3月29 伊佐郡西太良村  | 1954年4月1日 合併為大口市  | 1954年4月1日 合併為大口市  | 2008年11月1日 合併為伊佐市 | 2008年11月1日 合併為伊佐市 |
| 菱刈郡 太良村   | 1896年3月29 伊佐郡東太良村 | 1925年2月11日 改名為本城村 | 1925年2月11日 改名為本城村  | 1954年7月15日 合併為菱刈町 | 1954年7月15日 合併為菱刈町 | 2008年11月1日 合併為伊佐市 | 2008年11月1日 合併為伊佐市 |
| 菱刈郡 菱刈村   | 1896年3月29 伊佐郡菱刈村   | 1896年3月29 伊佐郡菱刈村   | 1940年4月29日 改制為菱刈町  | 1954年7月15日 合併為菱刈町 | 1954年7月15日 合併為菱刈町 | 2008年11月1日 合併為伊佐市 | 2008年11月1日 合併為伊佐市 |

## 交通

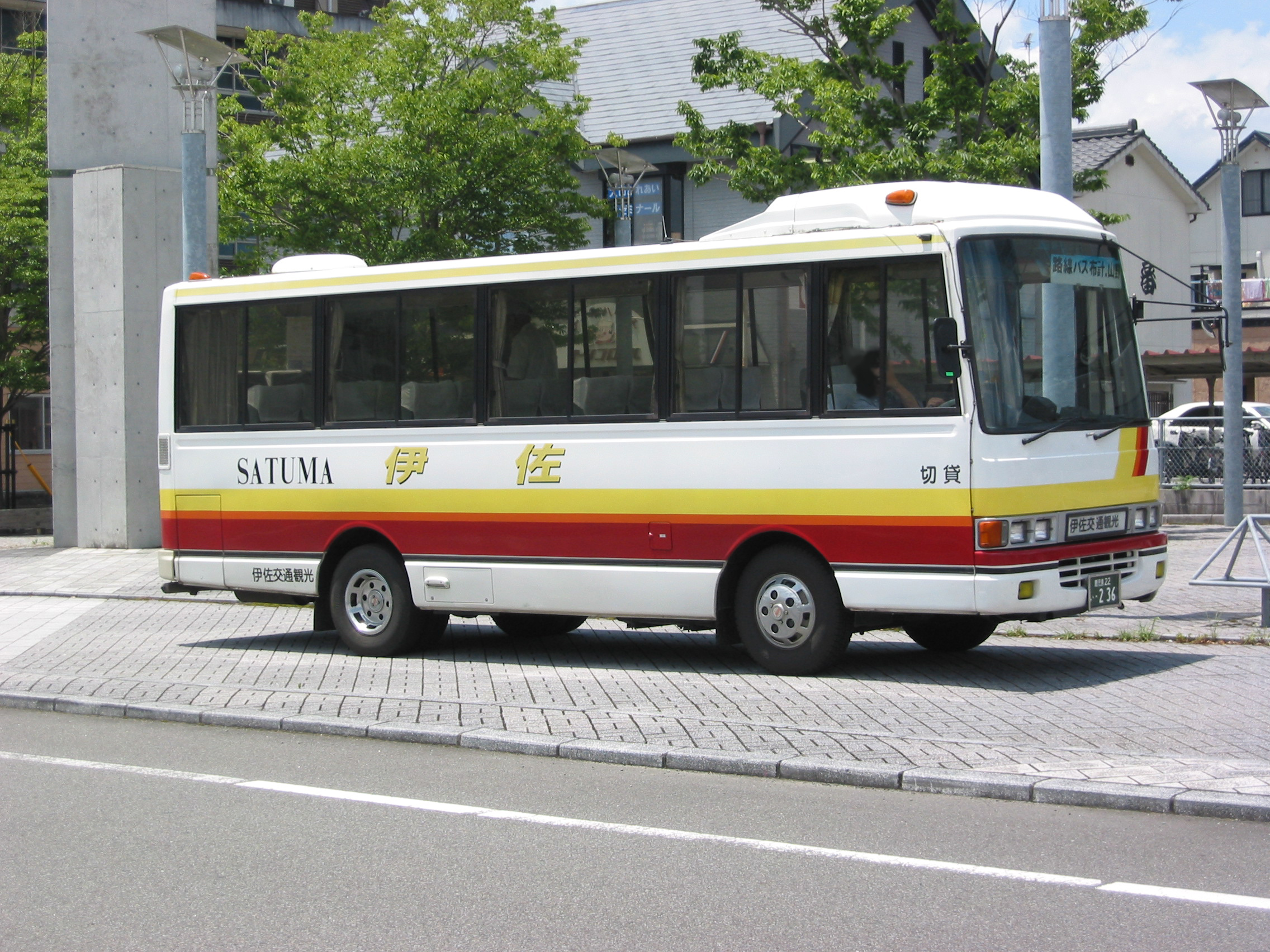
大口市時代的伊佐交通觀光巴士

### 鐵道
現在轄區內無鐵路經過，過去曾有九州旅客鐵道山野線（已於1988年停駛）和國鐵宮之城線（已於1987年停駛）通過。
- 山野線：薩摩布計車站 - 西山野車站 - 山野車站 - 郡山八幡車站 - 薩摩大口車站 - 西菱刈車站 - 菱刈車站 - 前目車站 - 湯之尾車站
- 宮之城線：西太良車站 - 羽月車站 - 薩摩大口車站

## 觀光資源

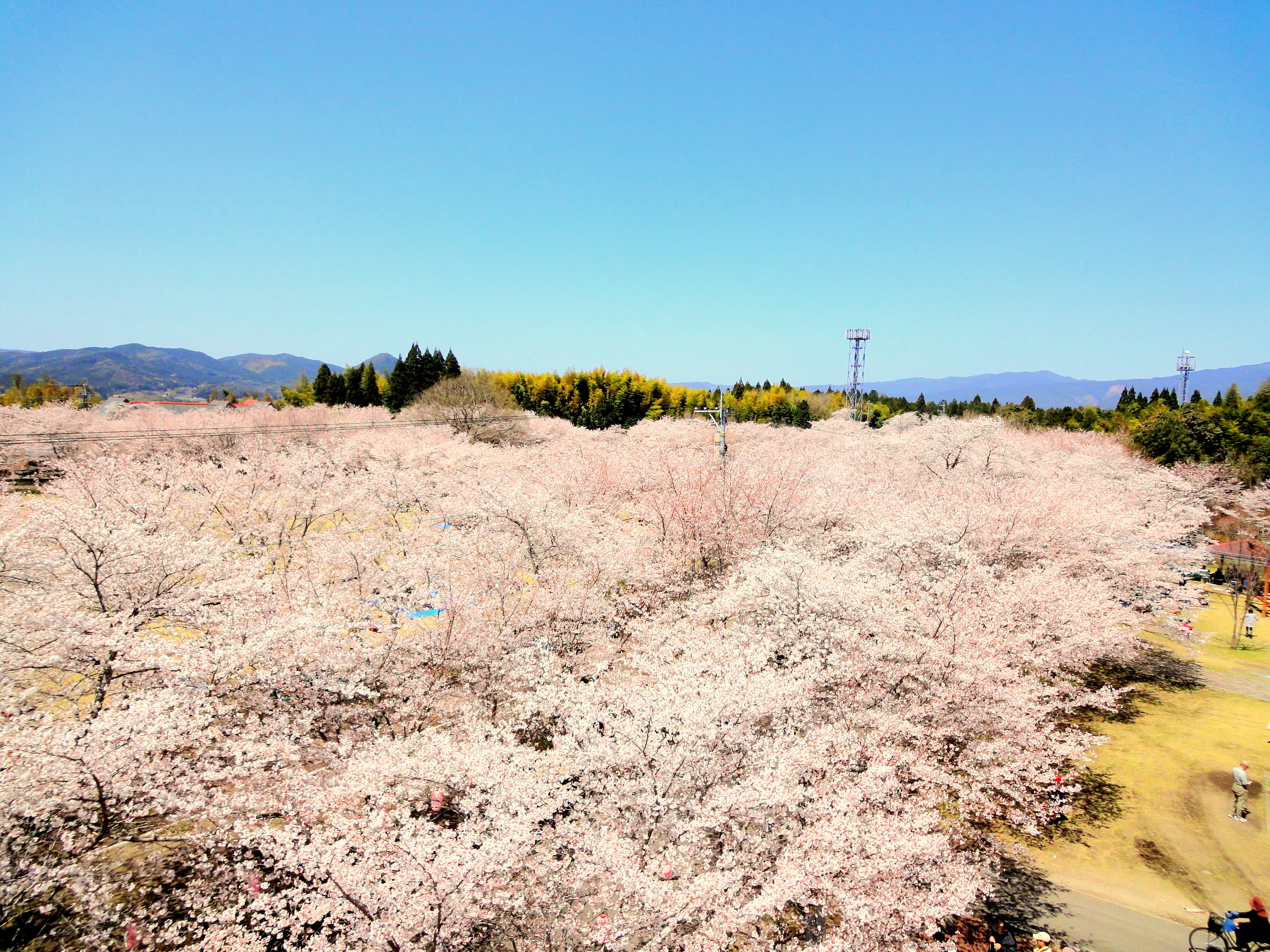
忠元公園中盛開的櫻花，左側可見鳥神岡山（伊佐富士）

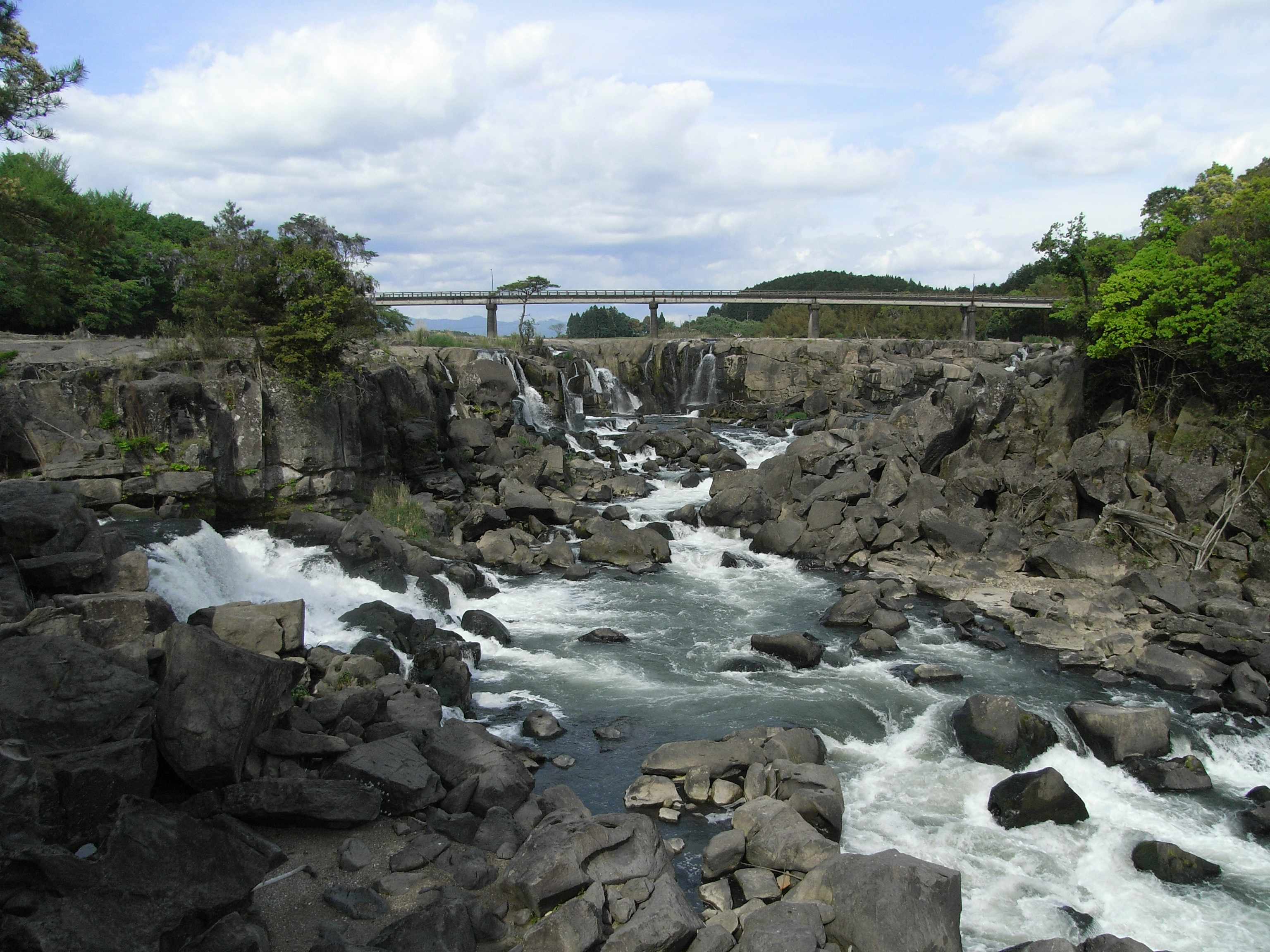
曾木瀑布

- 湯之尾溫泉(湯之尾温泉)
- 曾木瀑布(曽木の滝)
- 郡山八幡神社(郡山八幡神社)
- 菱刈鐵道記念公園（舊國鐵山野線菱刈車站）
- 箱崎神社(箱崎神社)

## 教育

### 高等學校
- 鹿兒島縣立大口高等學校
- 鹿兒島縣立伊佐農林高等學校
- 大口明光学園中學校、高等學校

## 本地出身之名人
- 海音寺潮五郎：小説家
- 吉田拓郎：音樂家
- 井上雄彦：漫畫家，代表作品為《灌籃高手》及《浪人劍客》
- 春風亭柳之助：落語家
- 榎木孝明：俳優

## 外部連結
- （日語） 伊佐地區合併協議會